# Елабуга
Ела́буга (тат. Алабуга) — город (с 1780 года) в Республике Татарстан России. Административный центр Елабужского района, образует городское поселение город Елабуга.
Входит в Набережночелнинскую агломерацию и Нижнекамский территориально-производственный комплекс (ТПК).
Одно из старейших поселений Татарстана. Тысячелетие города отпраздновано в 2007 году.

## Эволюция названия
Название города Елабуги происходит от тюркского личного имени Алабуга (буквально — «пёстрый бык», где буга — «бык» символизирует силу и могущество носителя имени). По другой версии название происходит от татарского названия близлежащего озера — Алабуга (в переводе — «окунь»).
В конце XVI века, в официальных документах в дополнение к основному названию — Елабуга, стало добавляться церковное наименование Тресвяцкое либо Тресвяцкое тож. Это название не следует путать с деревней Трёхсвятское, которая была основана рядом с Елабугой в 1850 году. Последнее упоминание Елабуги с добавлением церковного названия «Тресвяцкое» в официальных документах относится к 1701 году. После этого, и до придания Елабуге статуса уездного города, этот населенный пункт именуется исключительно дворцовым селом Елабугой.
В краеведческой литературе XIX века прошлое Елабуги связывали с древними городами Гелон и Бряхимов. Однако эти утверждения опровергнуты современной наукой.

## География

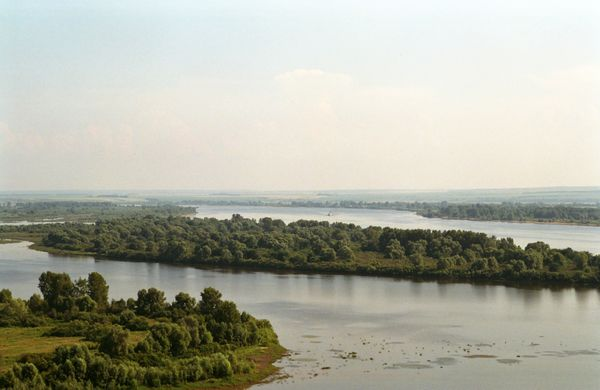
Место, где река Тойма впадает в Каму

Расположен на высоком правом берегу реки Камы у впадения в неё реки Тоймы, в 200 км к востоку от столицы республики г. Казани. Площадь города 41,1 км².

### Климат
| Показатель                        | Янв.  | Фев.  | Март  | Апр.  | Май  | Июнь | Июль | Авг. | Сен. | Окт.  | Нояб. | Дек.  | Год   |
| --------------------------------- | ----- | ----- | ----- | ----- | ---- | ---- | ---- | ---- | ---- | ----- | ----- | ----- | ----- |
| Абсолютный максимум, °C           | 5,4   | 5,6   | 13,5  | 29,0  | 32,4 | 36,8 | 38,1 | 39,1 | 31,6 | 24,2  | 14,4  | 13,0  | 39,1  |
| Средний суточный максимум, °C     | −8,1  | −7,1  | −0,2  | 10,3  | 19,4 | 24,0 | 25,9 | 22,9 | 16,4 | 7,9   | −0,9  | −6,1  | 8,7   |
| Средняя температура, °C           | −11,6 | −10,8 | −4,3  | 5,5   | 13,5 | 18,4 | 20,4 | 17,8 | 11,9 | 4,8   | −3,5  | −9,2  | 4,4   |
| Средний суточный минимум, °C      | −15   | −14,5 | −8,4  | 0,7   | 7,5  | 12,8 | 14,8 | 12,6 | 7,4  | 1,6   | −6    | −12,3 | 0,1   |
| Абсолютный минимум, °C            | −37,3 | −34,3 | −29,8 | −19,2 | −4,1 | −0,6 | 1,6  | 1,0  | −3,5 | −12,5 | −28,7 | −37,7 | −37,7 |
| Норма осадков, мм                 | 37,8  | 27,2  | 28,2  | 29,8  | 46,9 | 55,1 | 57,8 | 67,6 | 58,5 | 49,9  | 45,1  | 45,2  | 549,1 |
| Источник: Погода и климат Елабуги |       |       |       |       |      |      |      |      |      |       |       |       |       |

| Климатическая характеристика                                                          |               |           |
| Средняя температура                                                                   | января        | −11,4 °C  |
| Средняя температура                                                                   | февраля       | −11,0 °C  |
| Средняя температура                                                                   | марта         | −4,8 °C   |
| Средняя температура                                                                   | апреля        | 4,8 °C    |
| Средняя температура                                                                   | мая           | 12,6 °C   |
| Средняя температура                                                                   | июня          | 17,7 °C   |
| Средняя температура                                                                   | июля          | 19,3 °C   |
| Средняя температура                                                                   | августа       | 16,5 °C   |
| Средняя температура                                                                   | сентября      | 11,2 °C   |
| Средняя температура                                                                   | октября       | 3,9 °C    |
| Средняя температура                                                                   | ноября        | −4,7 °C   |
| Средняя температура                                                                   | декабря       | −9,5 °C   |
| Влажность воздуха                                                                     | среднегодовое | 75,0 %    |
| Скорость ветра                                                                        | среднегодовая | 4,3 м/сек |
| Источник: NASA. База данных RETScreen. Архивировано из оригинала 5 декабря 2015 года. |               |           |

Климат умеренно континентальный.

## История

### Средние века

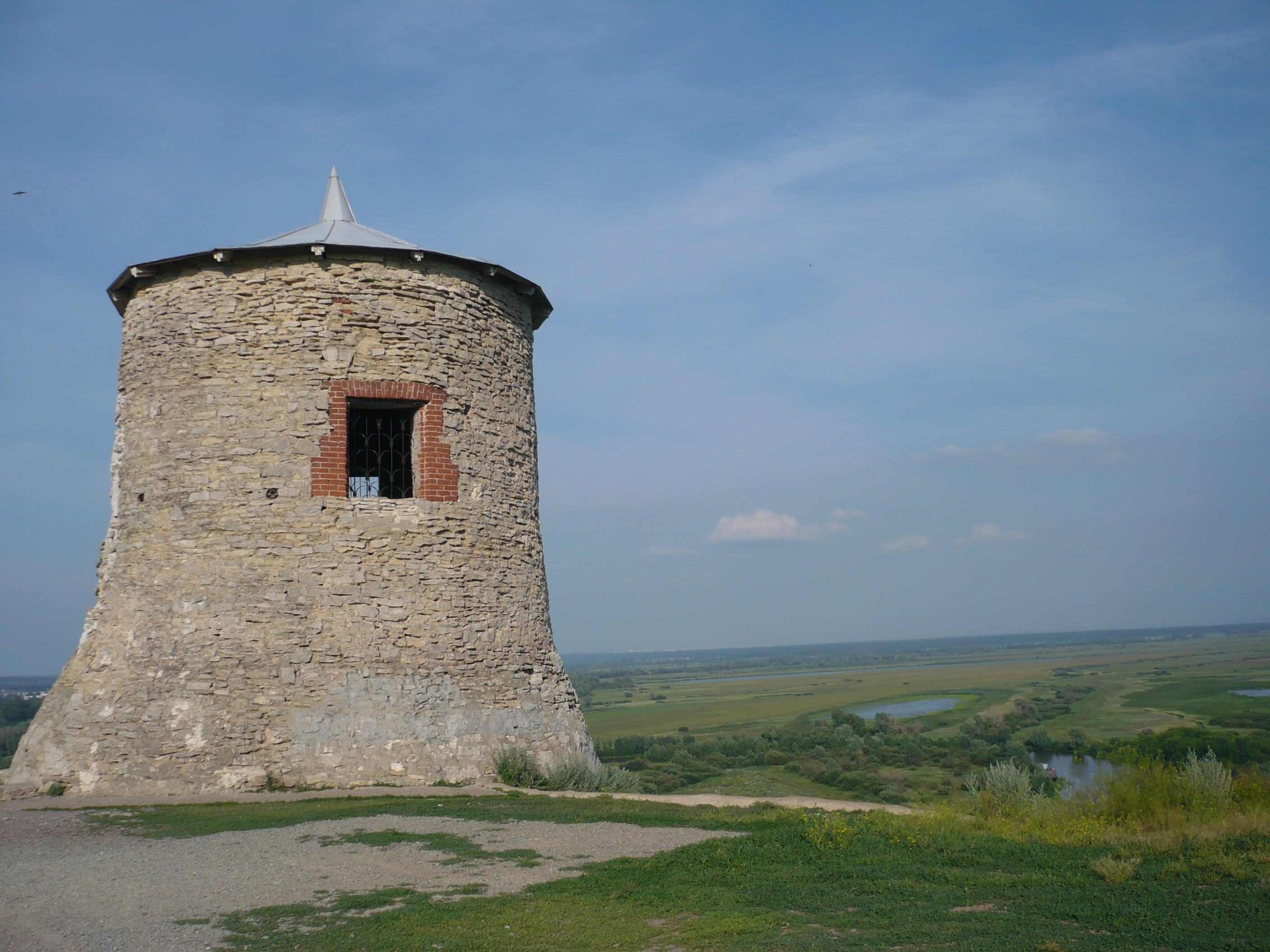
Символ города — Башня Елабужского городища

Целая эпоха в археологии получила своё название благодаря открытию Ананьинского могильника близ Елабуги, датируемого VIII—V вв. до н. э. На основе комплексных археологических, исторических данных, учитывая частоту совпадения экспертных оценок хронологии датирующих находок из древнейшего слоя Елабужского городища и прилегающего посада, принимая во внимание заключения ведущих научных центров Российской Федерации, учёный совет Института истории АН РТ определил, что Елабуга возникла на рубеже X—XI веков и сформировалась как поселение городского типа к 1005—1010 годам. Основателем был правитель Волжской Булгарии Ибрагим эмир.
Издревле здесь находилась летне-зимняя переправа через Каму. В болгарский период она становится составной частью торгово-караванной дороги из центральных районов Волжской Булгарии в Среднее и Верхнее Прикамье (к вису) и далее до Ледовитого океана. В XII веке была сооружена белокаменная мечеть (Ак-мечеть) с восемью башнями и полубашнями, конструктивно похожая на соборные мечети в Биляре — Болгаре (IX—XX вв.) и Болгаре (XIII—XIV вв.) и имеющая самые близкие аналоги в мечетях-крепостях в Сусе (Тунис) и Багдаде (Ирак). В настоящее время останки этой мечети-замка являются единственным частично сохранившимся болгарским наземным сооружением домонгольской эпохи. Археологическими раскопками последних лет получены интересные результаты, позволяющие рассматривать древнюю Алабугу в числе булгарских городов, существовавших в ещё домонгольский период нашей истории. В IX—X столетии н. э. образовалось Булгарское государство, ценнейшим памятником которого является «Елабужское городище» — остатки древнего булгарского города. Одна из башен старинной крепости, реставрированная в 1860-е годы, является местом паломничества верующих, гостей города, туристов.

### Центр дворцовой волости
Существует предание, согласно которому, сразу после взятия Казани, в 1552 г., царь Иван IV Васильевич, поднялся по Каме и посетил Елабугу. Якобы по его приказу здесь была заложена Покровская церковь, которой он пожаловал образ Трёх Святителей. Однако историческая критика ещё в XIX в. опровергла сам факт путешествия Ивана Грозного по Каме. По мнению историка В. Ф. Кудрявцева русское население в Елабуге появилось не ранее 1570 г.
Появление русских крестьян в Елабуге связано с включением этого населённого пункта в число дворцовых сёл. Елабуга становится центром Елабужской дворцовой волости. На 1762 год в Елабужскую дворцовую волость входили следующие населенные пункты: Елабуга, Качка, Ильинское (Мысовые Челны тож), Николаевское (Челны тож), Орловка, Тарловка, Студеный Ключ (Дыровка тож), Ананьино, Мальцево, Вешняково, Поспелово.
В книге Большого Чертежа, составленной в первой четверти XVII столетия, Елабуга упоминается так: «а ниже реки Ика 40 вёрст на реке Каме город Чёртов — Елабуга тож». После падения Казанского царства на месте Елабужского городища была устроена иноческая обитель в 1614 году. В 1616 году на этом месте было закончено строительство Троицкого монастыря и его церквей, но просуществовал он недолго и в 1764 году был упразднён.

### Становление города
В 1780 году был обнародован указ императрицы Екатерины II, по которому Елабуга получила статус уездного города Вятской губернии. Проживало в Елабуге в то время около 1 000 жителей и было менее 400 домов.
Вторая половина XIX века — период становления и расцвета династии купцов-промышленников Ушковых. Именно Ушковы явились основателями химических заводов в Прикамье. Первый химический завод был построен К. Я. Ушковым в Кокшане в 1850 году. Как по разнообразию и размерам своего производства, так и по образцовой постановке дела он занял в 1890-х годах едва ли не первое место среди всех русских химических заводов.

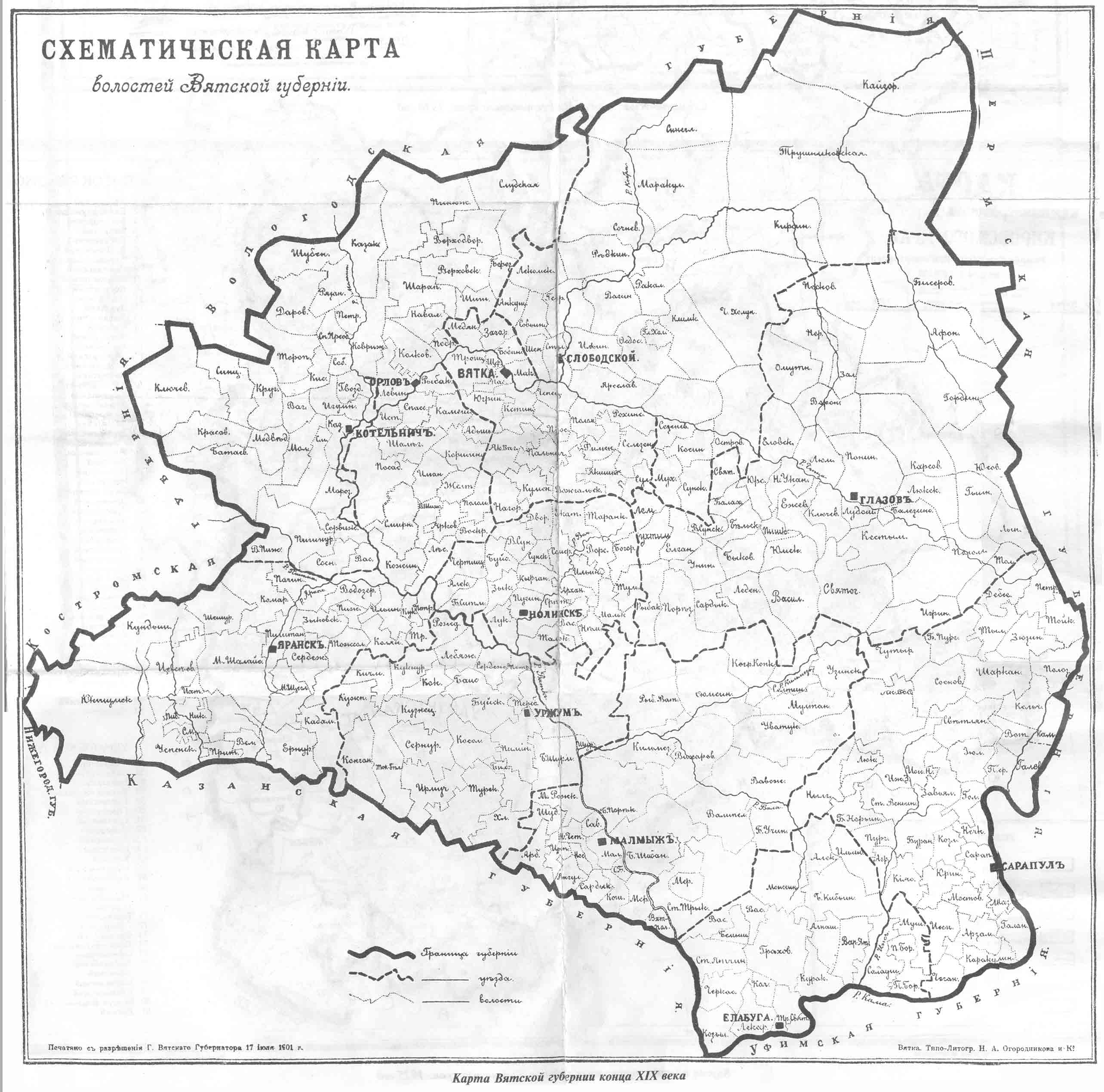
Елабуга на карте Вятской губернии, 1901 год.

В начале XX века в городе насчитывалось 10 000 жителей, из них более 600 купцов, среди которых 12 миллионеров. Наиболее известная династия купцов Стахеевых (крупнейшие торговые дома «И. Г. Стахеев и сыновья», «Г. И. Стахеев и наследники» имели ежегодный оборот до 150 миллионов рублей) поставляла хлеб в различные регионы России, а также в Англию, Германию, Францию, Голландию, Бельгию. Весь хлебный рынок Прикамья был в их руках. Их могущественный род опирался на огромные капиталы — они имели золотые прииски в Западной Сибири, нефтяные промыслы, собственные пароходства, заводы и фабрики.
Хорошо была поставлена торгово-закупочная деятельность и у купцов Гирбасовых. Торговый дом «Ф. П. Гирбасов с сыновьями» ежегодно закупал 510 тысяч пудов хлеба. Были у Гирбасовых и свои биржи. Хлеб продавали в Рыбинске, Нижнем Новгороде и в Санкт-Петербурге.
В документах переписи населения России царским чиновником в 1904 г. записано: «Граждане города славятся благотворительностью. Трудно указать другой уездный город, где бы благотворительность проявлялась в таких широких размерах как в Елабуге. Елабужское купечество, с исстари отличавшееся благотворительностью, строило на свои средства храмы как в городе, так и в других местах империи…». В городе с 1870-х годов и до 1917 года существовал особый «Благотворительный граждан И. И. и Д. И. Стахеевых комитет», огромные средства которого направлялись исключительно на помощь людям. Кроме стахеевского благотворительного комитета, на счётах которого в 1904 году было более 2 млн рублей, существовал ещё и созданный по аналогии комитет купца Чернова, также владевший значительными капиталами, на проценты от которых строились храмы в различных приходах.
В 1907 году депутатом Государственной думы Российской империи II созыва от Елабужского уезда Вятской губернии был избран уроженец г. Елабуги Хабибрахман Масагутов.

### Революция и Гражданская война
6 марта 1917 года после Февральской революции стоявший в Елабуге 230-й запасный пехотный полк произвёл выборы нового командира. По требованию солдат командира полка подполковника Лукашевича сменил капитан Дроздин.
В ходе Октябрьской революции в стране началась повсеместная смена власти. В Елабуге этот процесс осуществляли рабочие Бондюжского химического завода. Елабужские купцы, прежде всего Стахеевы, опираясь на консервативно настроенный офицерский состав 230-го пехотного запасного полка, оказывали упорное сопротивление. 16 ноября 1917 года уездный съезд крестьянских депутатов принял решение о переходе власти Советам. Большевиками был избран Елабужский уездный Совет, председателем которого стал С. Н. Гассар. Под его руководством началась национализация собственности, часто переходящая в грабежи. 27 февраля 1918 года в Елабуге по обвинению в организации контрреволюционного мятежа были расстреляны протоиерей Спасского собора П. А. Дернов и трое его сыновей. В мае 1918 года исполком Елабужского Совета принял постановление, в котором говорилось: «… считать Сюгинский стеклозавод национализированным, о чём просить санкцию Высшего Совета народного хозяйства».
17 мая 1918 года в Челябинске против большевиков началось восстание Чехословацкого корпуса, вскоре переросшее в крупномасштабные боевые действия. В июле—августе части Народной армии КОМУЧа под руководством В. О. Каппеля заняли: 5 июля — Уфу, 7 июля — Бугульму, 6 августа — Казань. 17 августа начались бои за Мензелинск. Летом 1918 года под Елабугой был образован отряд крестьянской самообороны, так же действующий против большевиков. Его возглавил участник 1-й мировой войны подполковник Викторин Михайлович Молчанов. Успехи отряда привели к тому, что он вырос до 9 тысяч человек, а Молчанов стал во главе всех вооружённых формирований уезда. С переменным успехом велись бои в районе сёл Байсарово, Поисево, Матвеевка. 7 сентября 1918 года белые на трёх вооружённых пароходах прорвались к Елабуге и заняли город. Однако уже в октябре, в связи с общим наступлением Красной армии, вынуждены были отступить. Присоединившийся к Народной армии отряд Молчанова, насчитывающий уже 4 тысячи человек, получил приказ отходить к Уфе.
Осенью 1918 года в Елабуге в чине подпоручика в батарею 8-й Камской стрелковой дивизии 2-го Уфимского армейского корпуса был зачислен будущий Герой Советского Союза маршал Говоров.
25 апреля 1919 года в сражении при Кокшанском заводе возле Елабуги в рамках Весеннего наступления адмирала Колчака красным противостоял 58-й Акмолинский стрелковый полк Русской армии. 2 мая 1919 года Елабуга была занята, в городе восстановлена прежняя администрация.
В мае—июне 1919 года на Каме велись бои речным флотом. 24 мая 1919, в районе мыса Святой Ключ произошло наиболее крупное столкновение между флотилиями противоборствующих сторон. Командующий красной флотилией самостоятельно, без учёта оперативной обстановки и организации взаимодействия с наступавшими 28-й дивизии 2-й армии принял решение обстрелять Елабугу. На обстрел города и находящегося рядом тракта вышли 2-й и 4-й дивизионы Волжской военной флотилии. Между тем корабли 1-го и 3-го дивизионов Речной боевой флотилии сосредоточились в Елабуге ещё с рассветом. Несмотря на эту победу, опасаясь окружения, белые 25 мая оставили город. 26-27 мая части 2-й Красной армии вошли в Елабугу.
В июле 1919 года Елабугу в ходе круиза посетила Н. К. Крупская. Она выполняла миссию по революционной агитации среди жителей недавно оставленных белыми населённых пунктов.
Постановлением ВЦИК от 5 января 1921 года в состав Татарской Республики был включён город вместе с волостями Елабужского уезда Вятской губернии.

### СССР
В 1921 году в связи с образованием национальных автономий Елабужский уезд был разделён на две части: южная — Елабужский кантон — была передана в состав Татарской АССР, а северная — Можгинский уезд — в состав Вятской АО.
С 1921 по 1928 год Елабуга — центр Елабужского кантона, с 10 августа 1930 года — центр Елабужского района Татарской АССР. В 1925—1926 гг. исполком Елабужского кантона возглавлял первый абсолютный чемпион России по боксу Нур Алимов.
В 1930 году была закрыта единственная действовавшая на тот момент в Елабуге Соборная мечеть.

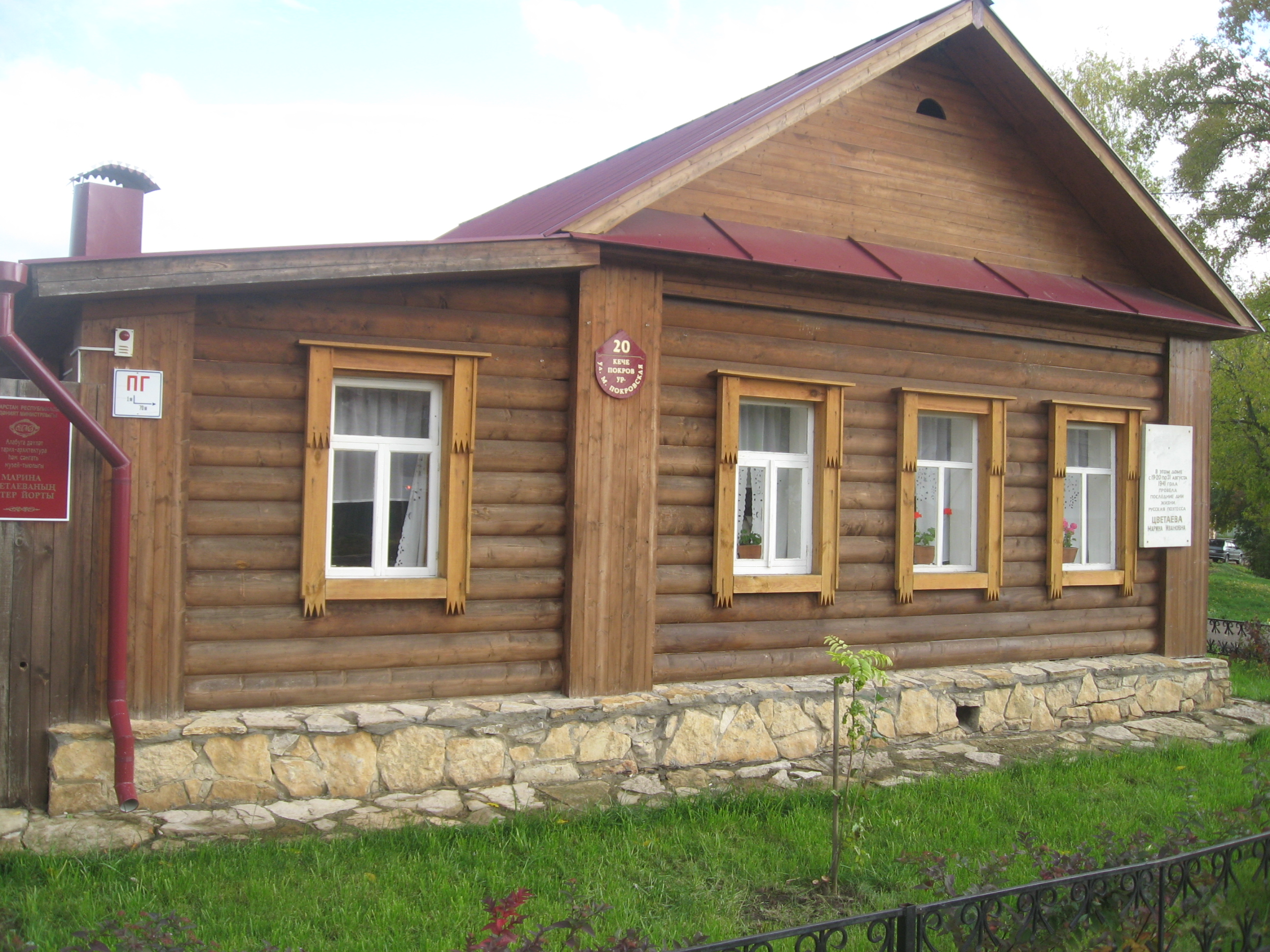
Дом, где в 1941 году покончила с собой Марина Цветаева

В годы Великой Отечественной войны в городе в эвакуации (с 1941 по 1944) находился филиал Ленинградского государственного университета под руководством академика В. А. Амбарцумяна. Среди сотрудников филиала были В. И. Смирнов, В. А. Фок, В. В. Соболев (впоследствии академики). Тогда же в Елабуге была размещена часть эвакуированной из города Вышний Волочёк хлопчатобумажной фабрики. Здесь же жила и 31 августа 1941 покончила с собой поэтесса Марина Цветаева.
В 1958 г. в состав Елабуги вошли населенные пункты ликвидированного Первомайского сельского совета — деревни Первомайское и Подмонастырка.
В послевоенное время возле города были открыты крупные месторождения нефти — Первомайское, Елабужское, Красноборское и др.. В 1961 году в Елабуге было организовано управление по добыче нефти и газа «Прикамнефть».
В 1985 году руководством СССР было принято решение о создании у города Елабуга и реки Кама Камского тракторно-технического завода двойного назначения для выпуска тракторов и (при необходимости) танков. Ввиду снизившейся народно-хозяйственной и военно-стратегической необходимости в них и наличии неудовлетворённых более насущных нужд населения страны, создаваемый завод в 1988 году был конверсионно перепрофилирован в Елабужский завод легковых автомобилей (ЕлАЗ). Равный по масштабу АвтоВАЗу, ЕлАЗ должен был производить 900 тысяч в год микролитражных автомобилей ЕлАЗ-1121 «Кама» (следующего поколения автомобиля ВАЗ-1111 «Ока»), а также впоследствии и перспективных автомобилей ЕлАЗ-1125 (совместной разработки ВАЗа и «Fiat», получившей кодовое обозначение А-93). Работники завода и их семьи должны были резко увеличить население города до 300—400 тысяч человек (сделав её третьим по величине городом республики), а от новых жилых кварталов Елабуги до промплощадки завода и до Набережных Челнов должен был быть пущен скоростной трамвай. Ввиду крушения плановой социалистической экономики и затем распада СССР, ЕлАЗ позже реализовался не в задуманном виде, а в малосерийном лицензионном производстве иностранных автомобилей (проект автомобиля ЕлАЗ-1121 был отложен, а затем и вовсе «похоронен»; концепт А-93 [ЕлАЗ-1125] на АвтоВАЗе был также не реализован, а на «Фиате» в итоге воплотился в модель Fiat Punto; автомобили ВАЗ-1111 производились в меньших масштабах на других автозаводах, в том числе на ЗМА в соседних Набережных Челнах).

### Постсоветское время
В 2005 году по предложению руководства Татарстана Правительством России с целью организации наиболее благоприятных условий для реализации крупных инвестиционных проектов российскими и зарубежными компаниями на масштабной площадке ЕлАЗа была основана особая экономическая зона «Алабуга», одна из первых в стране таких зон промышленно-производственного типа с разворачивающимся производством автомобилей и комплектующих, различного оборудования и приборов, переработкой химического и сельскохозяйственного сырья и др.
24—26 августа 2007 года широко отпраздновано в российском масштабе тысячелетие Елабуги, второе из поселений Татарстана после его столицы. К юбилею в городе было построено и реконструировано несколько важных объектов.

## Архитектура города
Расцвет города как архитектурного ансамбля приходится на вторую половину XIX века. Большой пожар в августе 1850 года превратил в пепел более 500 деревянных домов; началось строительство каменных зданий, и ныне украшающих город. Улицы Набережная, Покровская, Спасская, Казанская — это целый ряд интереснейших особняков, корпусов учебных заведений, магазинов. На этих улицах жили известные купцы. Уездное и городское училища, Женская гимназия, Училище для слепых, Епархиальное женское училище, Александринский детский приют, Никольская церковь и другие были выстроены на средства купцов. Именно благодаря купеческой благотворительности Елабуга была среди первых десяти городов России, которые установили электрическое освещение и водопровод.
Уникальная по целостности ландшафтно-пространственная организация города XIX века сочетается с большим количеством памятников истории и культуры. Проект регулярной планировки учитывал сложившиеся градостроительные параметры Елабуги, её естественную «прикреплённость» к берегу реки Тоймы.
Внутренняя городская среда исторической части города, благодаря относительно хорошей сохранности и единовременности формирования, отличается редкой цельностью. Город образует в основном прямоугольные кварталы, ограниченные (согласно регулярному проекту XVIII века) взаимно перпендикулярными улицами и обстроенные по периметру 2-3-этажными домами гражданской архитектуры. Единым центром такой планировки становилась соборная площадь Спасского собора.
- Кафедральный собор во имя Спаса Нерукотворного образа — величественное сооружение о пяти главах и трёх пределах с двухэтажной пристройкой для духовного правления. Был освящён в 1821 году (является самым большим храмом Елабуги). В росписях храма участвовали известные художники-академисты: И. А. Осокин, братья Верещагины, Бруни. Самую главную святыню Собора составляла икона Нерукотворного образа Христа-Спасителя. Рядом со Спасским Собором расположена небольшая по размерам Часовня Александра Невского.
- Елабужский Казанско-Богородицкий монастырь 1856 года.
- Улица Набережная. Возникла по плану 1780—1784 годов, проложена по краю высокого берегового склона р. Тоймы. Следуя изгибу надпойменной террасы, огибает с юга кварталы западной части города. Хорошо сохранилась историческая застройка Набережной улицы, открытой на широкую пойму Тоймы и Камы. Это главный «фасад» Елабуги, усиленный крупными архитектурными объёмами Спасского собора и Никольской церкви. Набережная — единая, по преимуществу жилая и прогулочная, респектабельная зона старого города. Это единственная улица в городе, которая, подчиняясь условиям природного рельефа, сохраняет связь со старой, дорегулярной планировкой.
- Здание Епархиального женского училища, одна из городских доминант. Здание в стиле «вятского барокко» построено в 1903 году на средства Глафиры Фёдоровны Стахеевой, богатой елабужской купчихи, потомственной почётной гражданки. План и смета на постройку Епархиального училища были выполнены вятским губернским инженером, классным художником, архитектором I степени И. А. Чарушиным.
- Здание городского магистрата — памятник архитектуры середины XIX века, в нём находились городской магистрат, дума, словесный и сиротские суды, полицейское управление.

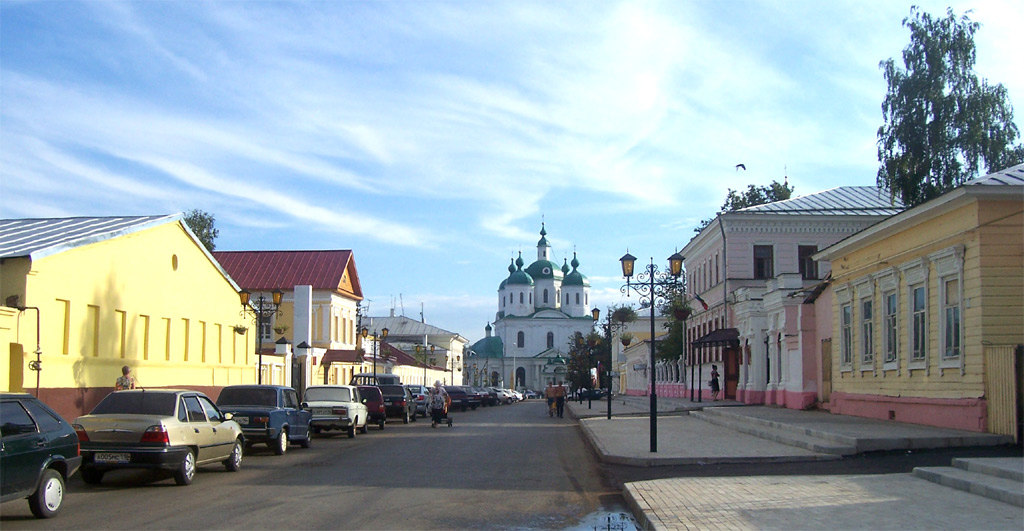
ул. Спасская — в центре Спасский собор
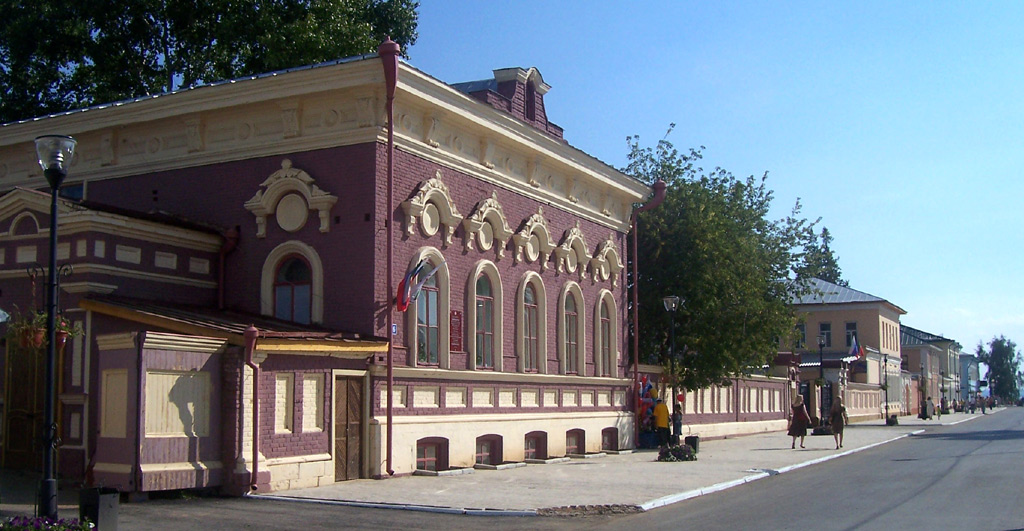
ул. Гассара
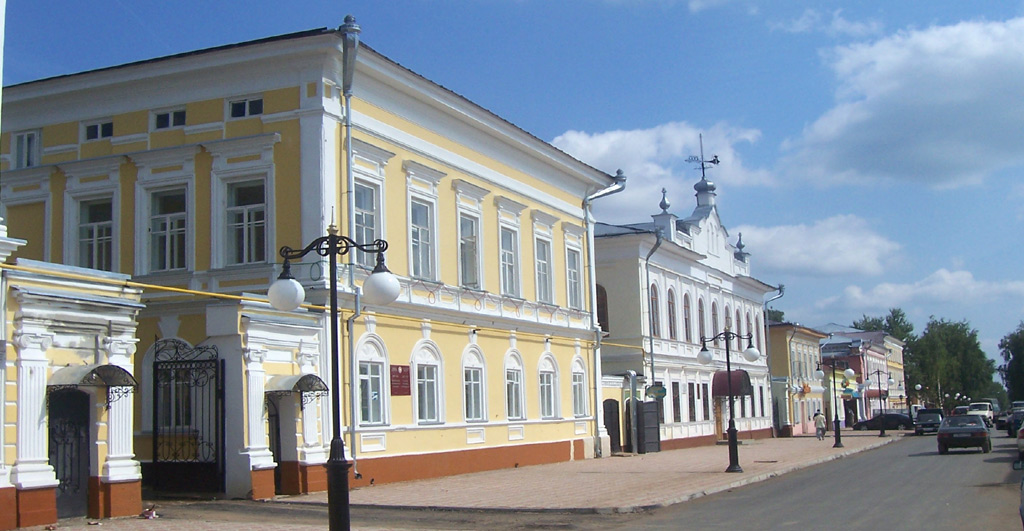
ул. Казанская

## Городская застройка
Первый генеральный план г. Елабуги был утвержден Екатериной II в 1784 году, второй генеральный план Николаем I в 1846 году. В 1888 году был одобрен третий генеральный план г. Елабуги. Дальнейшее расширение городской застройки было связано с основанием Прикамского месторождения нефти и строительством Камского тракторного завода.
Город Елабуга никогда не имел деления на административные районы, но в его составе были слободы и имеются присоединенные деревни, ставшие историческими района города, кроме того имеются микрорайоны и коттеджные поселки.

### Жилые районы города, не имевшие официального статуса
- Гаринка — народное название исторически сложившегося района города, рядом с бывшим выездом из Елабуги в сторону села Гари,
- Козловка — жилой район, сконцентрированный вокруг ул. Морквашинская,
- Кулацкий поселок — народное название коттеджного посёлка. Основан в 1960-е годы, находится на ул. Разведчиков,
- Чапайка — народное название исторически сложившегося вокруг ул. Чапаева района города, часть присоединенного села Первомайское,
- Шервуд — народное название исторически сложившегося района города в конце ул. Габдуллы Тукая. Название появилось в 1980-е годы, после показа по советскому телевидению английского сериала «Робин из Шервуда», до этого назывался «Дом слепых».

### Исторические районы города
- Башиловка (Слобода сиротская) — слобода, ныне не существует,
- Башиловка (Слобода солдатская) — слобода, ныне не существует,
- Елисеевка — слобода, ныне не существует,
- Ерзовка — исторический район города, в прошлом слобода,
- Пановка — слобода, ныне не существует,
- Первомайское — исторический район города, присоединенное село,
- Подмонастырка — исторический район города, присоединенная деревня,
- Татарская слобода — исторический район города, в прошлом слобода,
- Хлебный городок (тат. — Ашлык бистәсе) — исторический район города, основан в 1930-е годы.

### Микрорайоны, коттеджные поселки, жилые районы
- 10 га — жилой район,
- 4-й микрорайон (микрорайон 4/5) — жилой район,
- 6-й микрорайон — жилой район,
- 8-й микрорайон — жилой район,
- 9-й микрорайон — жилой район,
- 10-й микрорайон — жилой район,
- 11-й микрорайон — жилой район,
- 12-й микрорайон — жилой район,
- Голубой — коттеджный поселок,
- Гринландия — коттеджный поселок,
- Кирпичный завод — жилой район,
- Колосовский — коттеджный поселок,
- Лесная поляна — коттеджный поселок,
- Радужный — коттеджный поселок,
- Сосновка — коттеджный поселок,
- Танайка-2 (Поле чудес) — жилой район,
- Три медведя — коттеджный поселок,
- Царицыно — коттеджный поселок,
- Южный парк — жилой комплекс.

## Население
| 1856    | 1897    | 1913    | 1926    | 1931    | 1959    | 1967    | 1970    | 1979    | 1989    |
| ------- | ------- | ------- | ------- | ------- | ------- | ------- | ------- | ------- | ------- |
| 5700    | ↗9800   | ↗10 300 | ↗11 200 | ↗12 500 | ↗21 992 | ↗32 000 | ↘31 728 | ↗35 574 | ↗53 537 |
| 1992    | 2000    | 2001    | 2002    | 2003    | 2004    | 2005    | 2006    | 2007    | 2009    |
| ↗61 600 | ↗67 500 | ↘67 200 | ↗68 663 | ↗68 700 | ↗69 100 | ↗69 720 | ↗69 991 | ↘69 981 | ↗70 024 |
| 2010    | 2011    | 2012    | 2013    | 2014    | 2015    | 2016    | 2017    | 2018    | 2019    |
| ↗70 728 | ↗70 878 | ↗71 181 | ↗72 049 | ↘71 991 | ↗72 929 | ↗73 333 | ↗73 817 | ↗74 031 | ↘73 913 |
| 2020    | 2021    | 2024    |         |         |         |         |         |         |         |
| ↗73 962 | ↘73 630 | ↗73 759 |         |         |         |         |         |         |         |

На 1 января 2025 года по численности населения город находился на 218-м месте из 1124 городов Российской Федерации.
Национальный состав на 1 января 2013 г.
Русские — 51,7 %, татары — 42,6 %, чуваши — 1,0 %, удмурты — 0,8 %, марийцы — 0,2 %, представители др. национальностей — 3,7 %.

## Органы власти
С 13 апреля 2010 года — исполняющий обязанности Главы администрации Елабужского района и города Елабуга, председателя Елабужского объединённого совета народных депутатов — бывший министр транспорта и дорожного хозяйства Республики Татарстан Геннадий Емельянов, с 25 апреля — руководитель Елабужского района.
С 19 сентября 2019 года исполняющим обязанности главы исполкома Елабужского района стал Рустем Нуриев, а с октября того же года стал руководителем исполкома Елабужского района.

## Экономика

Административно-деловой центр ОЭЗ «Алабуга»

Нефтедобывающая промышленность: НГДУ «Прикамнефть», Елабужское управление буровых работ. Заводы: легковых автомобилей — ОАО «ПО ЕлАЗ», железобетонных конструкций, кирпичный. Завод по производству бытовой техники: бытовых масляных электрообогревателей, электрических мясорубок — ЗАСС Алабуга, входящий в состав группы De'Longhi; Предприятия лёгкой и пищевой промышленности: мясоконсервный комбинат, молкомбинат, хлебозавод, производство АО «Эссен Продакшн АГ». Предприятия энергетики: Елабужская ТЭЦ.
С декабря 2005 года на территории Елабужского района открыта особая экономическая зона «Алабуга» промышленно-производственного типа. Запущено серийное производство автомобиля FIAT Ducato на предприятии «SOLLERS-Елабуга». Были построены автозаводы СП компаний «SOLLERS-Isuzu» и «SOLLERS-Елабуга».
8 декабря 2017 года, на территории ОЭЗ «Алабуга» прошла церемония открытия завода аккумуляторных батарей.
По северной окраине города проходит автодорога М7 «Москва — Уфа», вблизи города от неё отходит ответвление Елабуга — Ижевск — Пермь. Имеется пристань на Каме в устье Тоймы, регулярно принимающая туристические рейсы. Проведена железнодорожная ветка к СЭЗ «Алабуга» от станции Тихоново. Ближайший аэропорт — Бегишево, расположен в левобережье Камы между городами Набережные Челны и Нижнекамск.
Городской транспорт представлен автобусами и такси.

## Достопримечательности
С Елабугой связано много известных людей, здесь родился и часто бывал И. И. Шишкин (многие его картины, в том числе самые известные, написаны по мотивам окрестностей города), здесь же в его доме-музее хранится часть его картин, на ул. Набережной установлен памятник. В Елабуге находятся музей-усадьба квалерист-девицы Надежды Андреевны Дуровой, музей поэтессы М. И. Цветаевой. В Елабужском уезде родился В. М. Бехтерев (1857—1927) — учёный-психоневролог, в честь него открыт музей.
В городе действует Елабужский институт (филиал) Казанского (Приволжского) федерального университета, который расположен в здании, в котором ранее располагалось Епархиальное училище. Перед зданием установлен памятник Стахееву, самому известному благотворителю Елабуги, на средства которого и было построено это здание, являющееся памятником архитектуры начала XX века.
В 1989 году был создан Елабужский историко-архитектурный и художественный музей-заповедник.
С 2008 года ежегодно проводится Всероссийская Спасская ярмарка.
На Петропавловском кладбище города имеется сектор захоронений немецких и японских военнопленных Второй мировой войны.

Достопримечательности
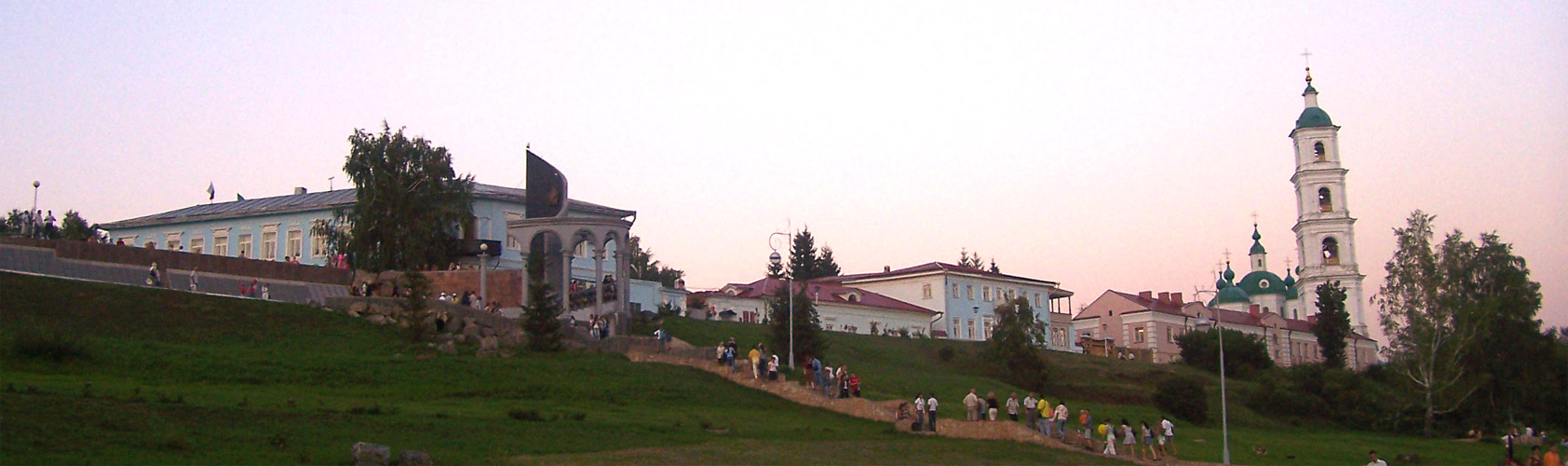
Купеческая Елабуга, ул. Набережная, справа колокольня Спасского собора
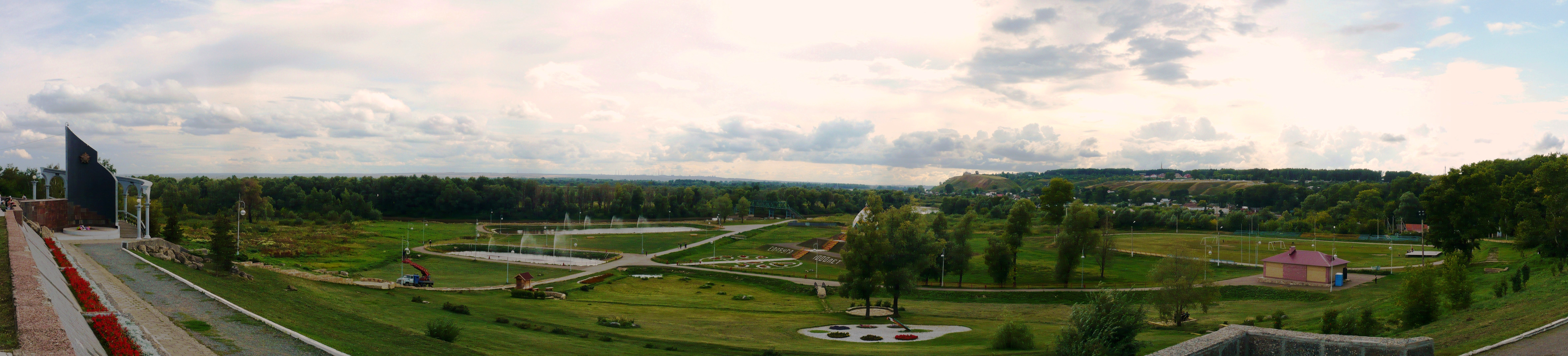
Панорама «Шишкинские пруды»

Памятники архитектуры
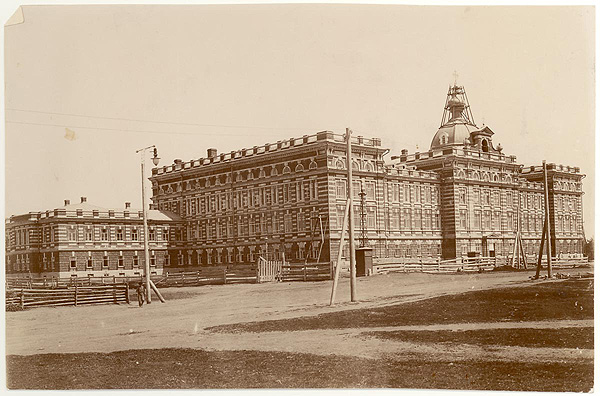
Епархиальное женское училище в начале XX века, ныне филиал КФУ
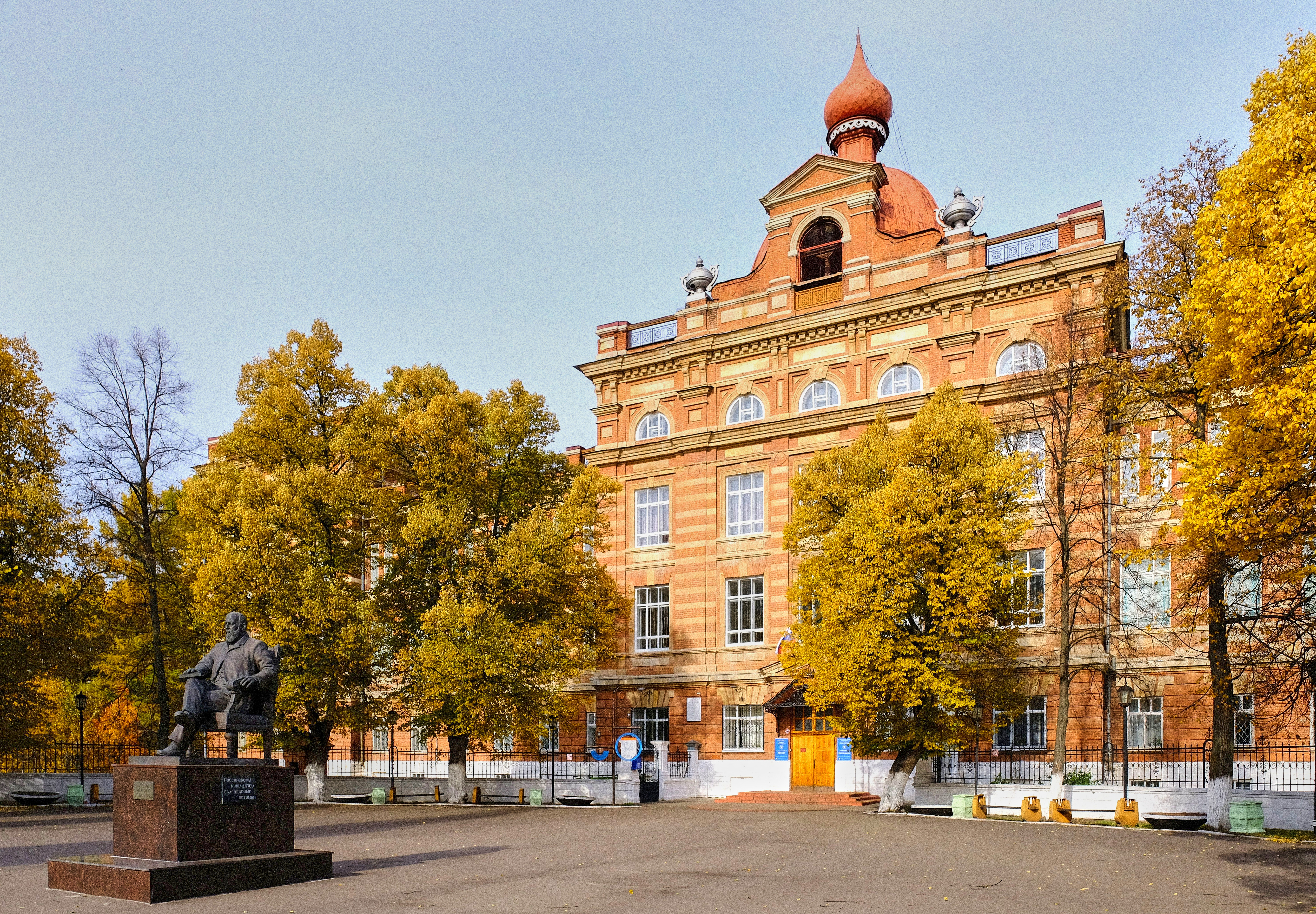
Современное здание университета
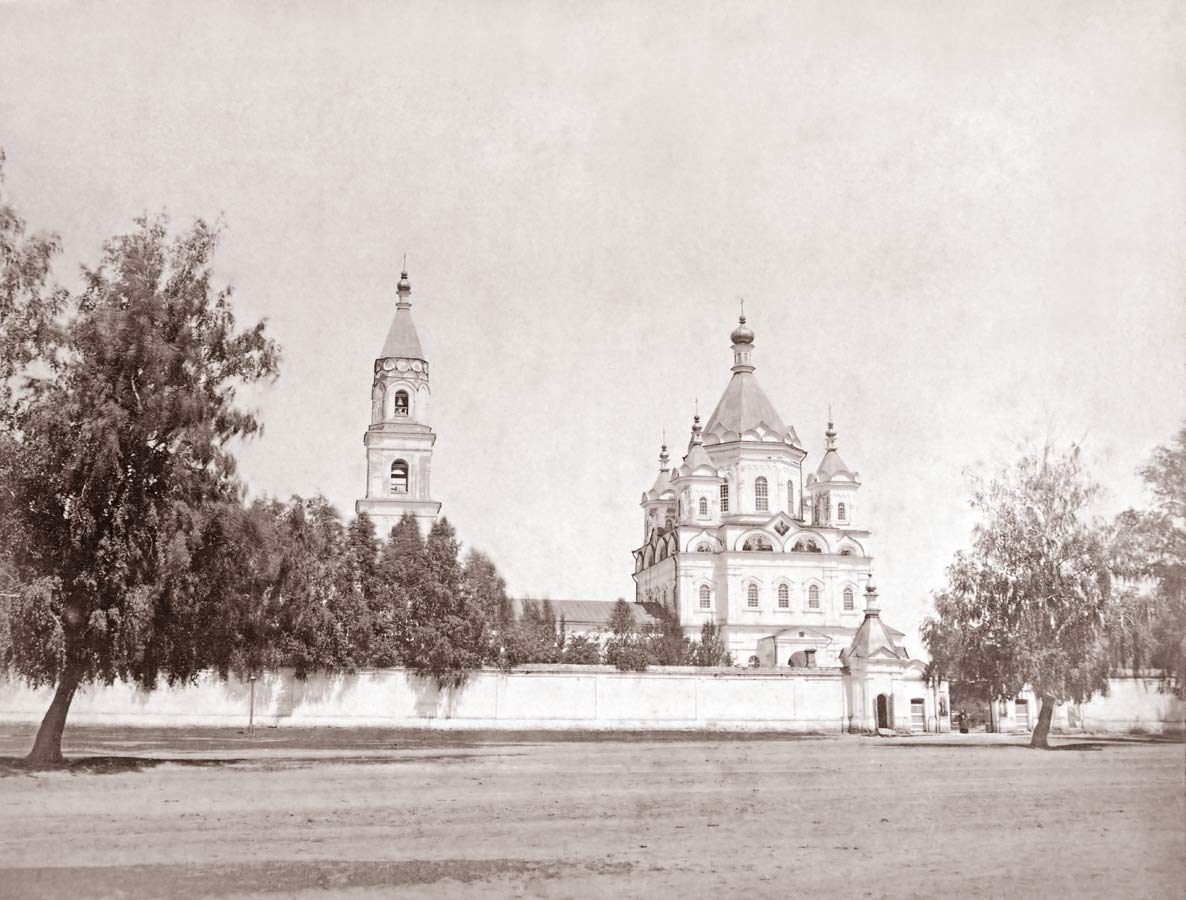
Елабужский Казанско-Богородицкий монастырь в начале XX века
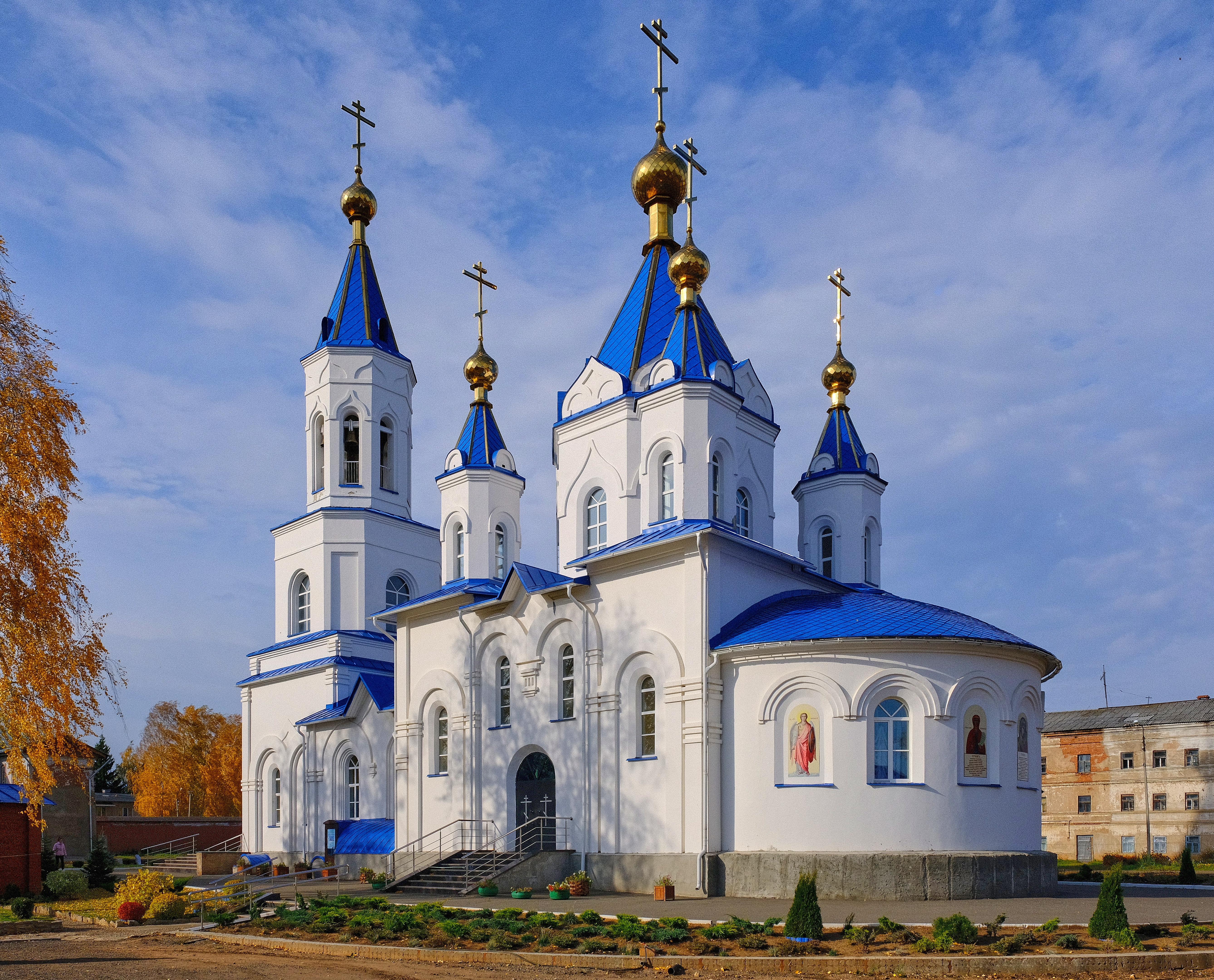
Церковь Казанской иконы Божией Матери на территории современного монастыря
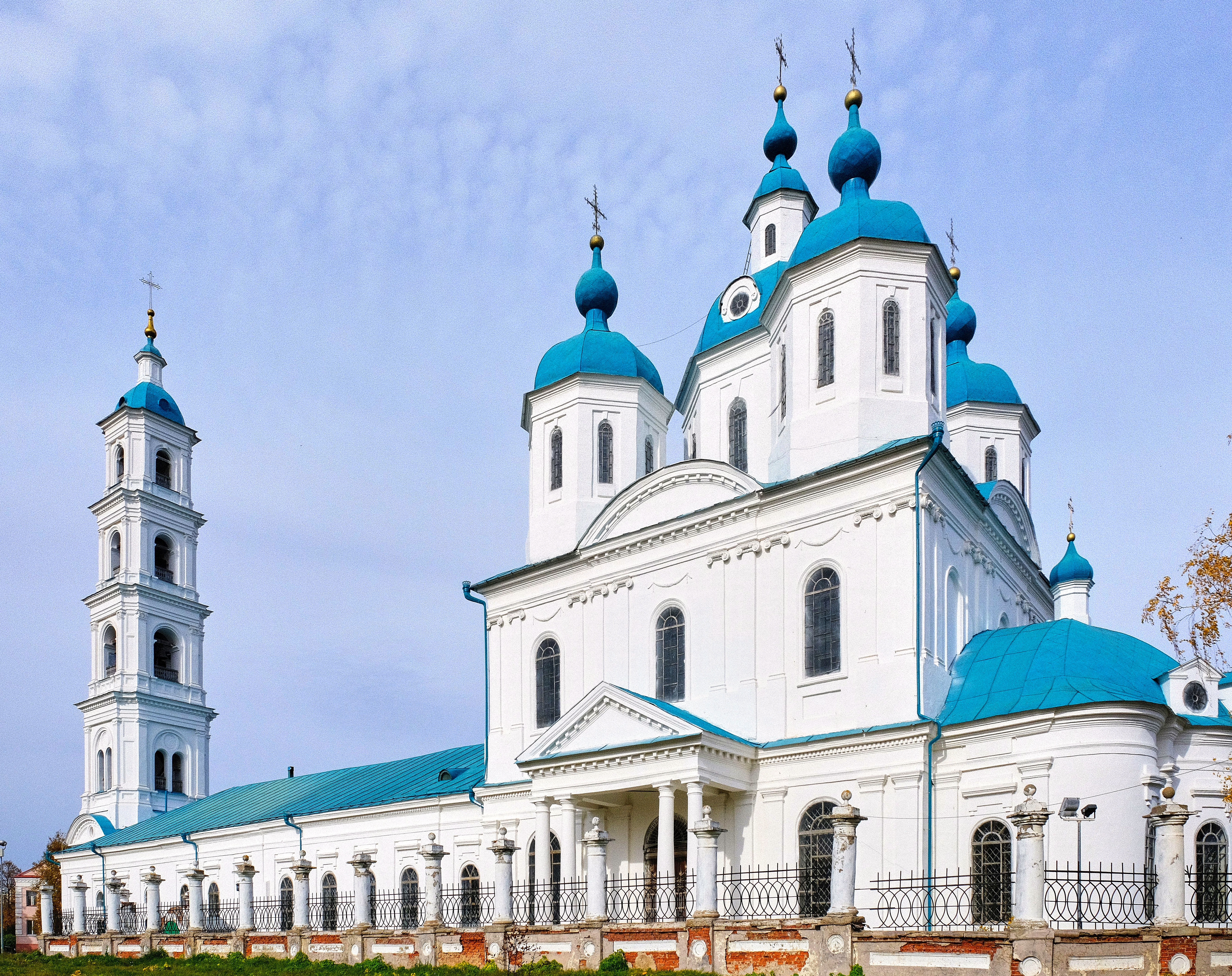
Спасский собор
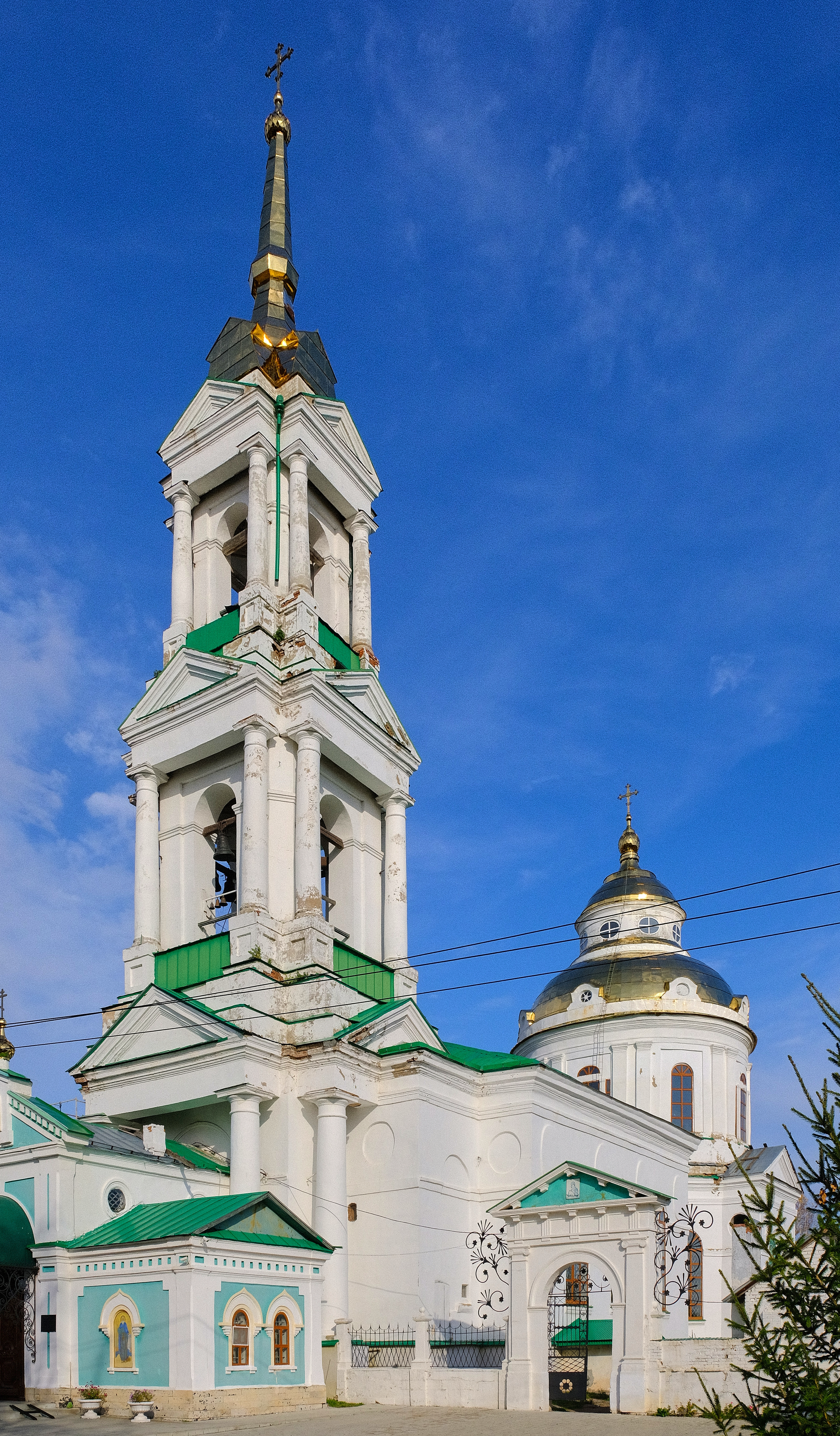
Покровская церковь
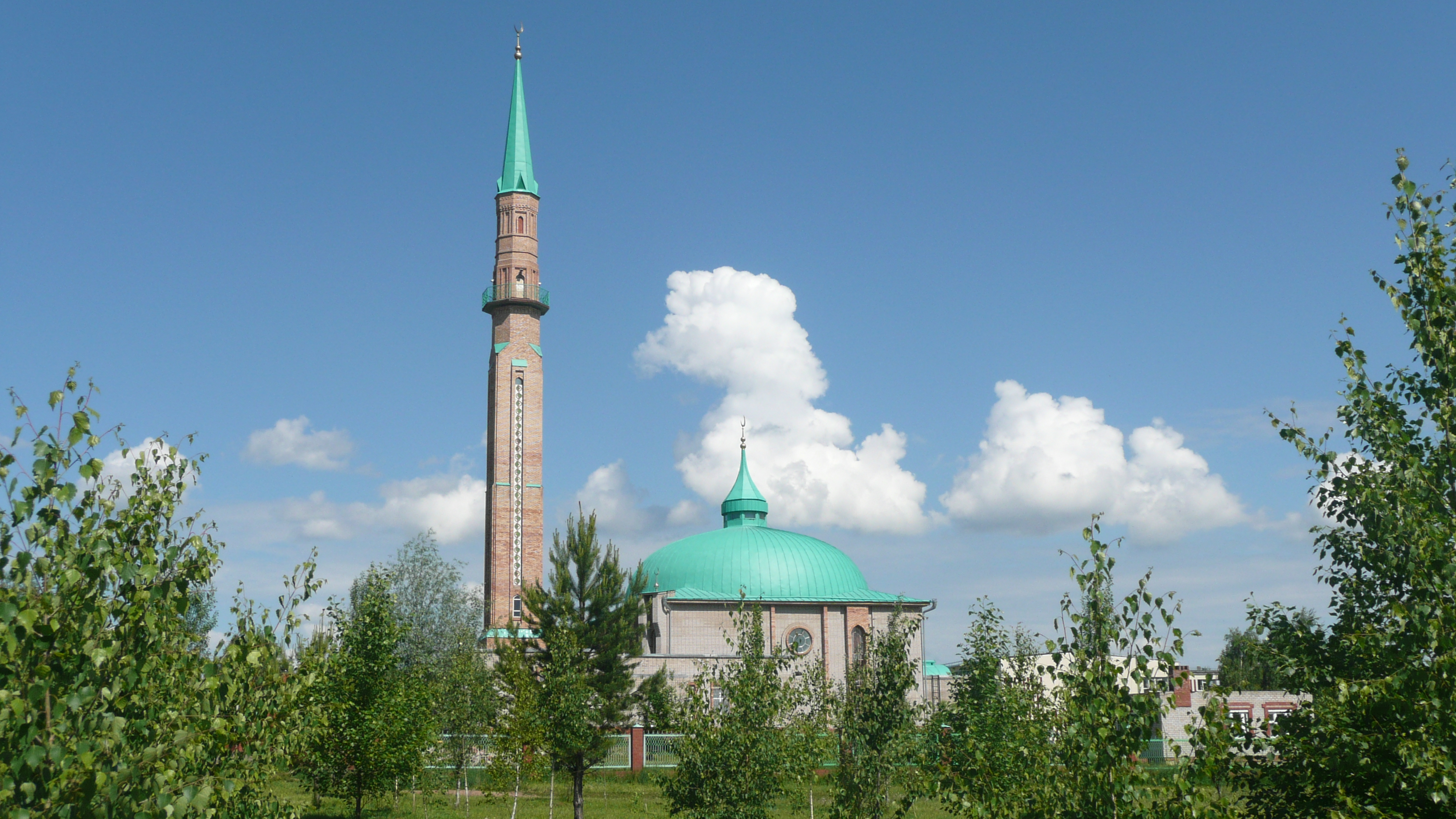
Мечеть

Памятники и монументы
Памятник В. М. Бехтереву
Памятник И. И. Шишкину
Памятник Д. И. Стахееву
Памятник Н. А. Дуровой
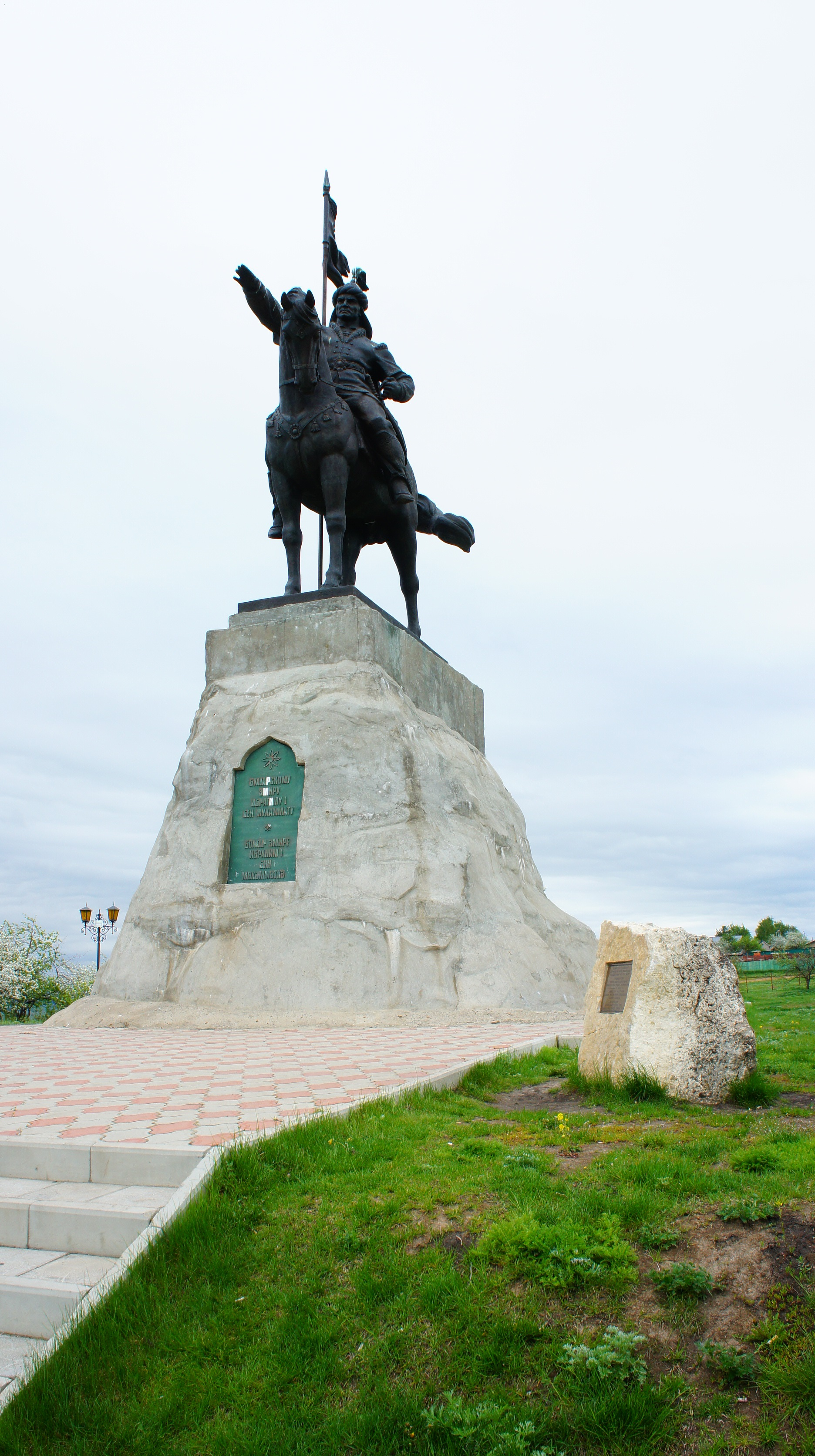
Памятник эмиру Ибрагиму I в Елабужском городище
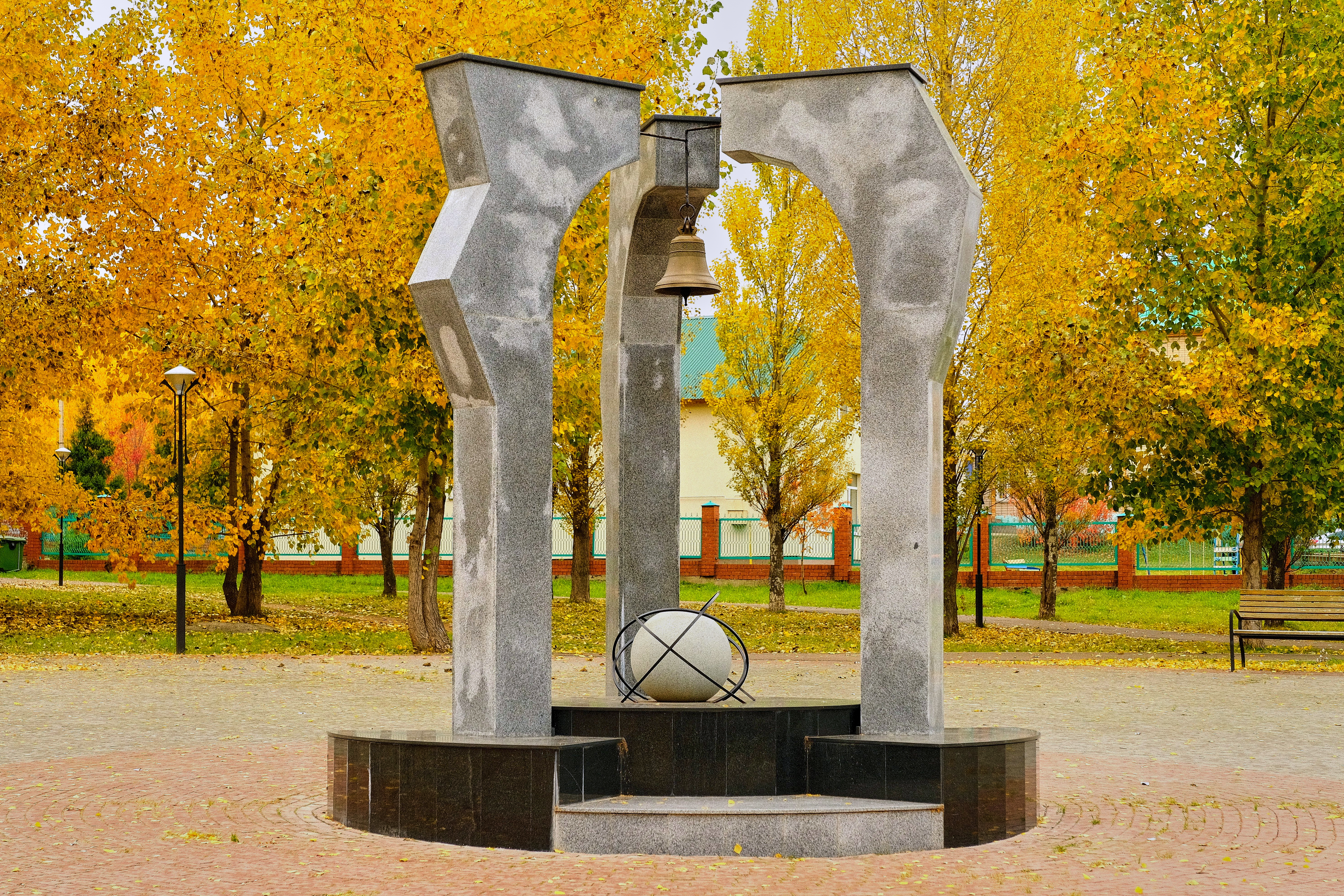
Мемориал 30-летию ликвидации аварии на ЧАЭС
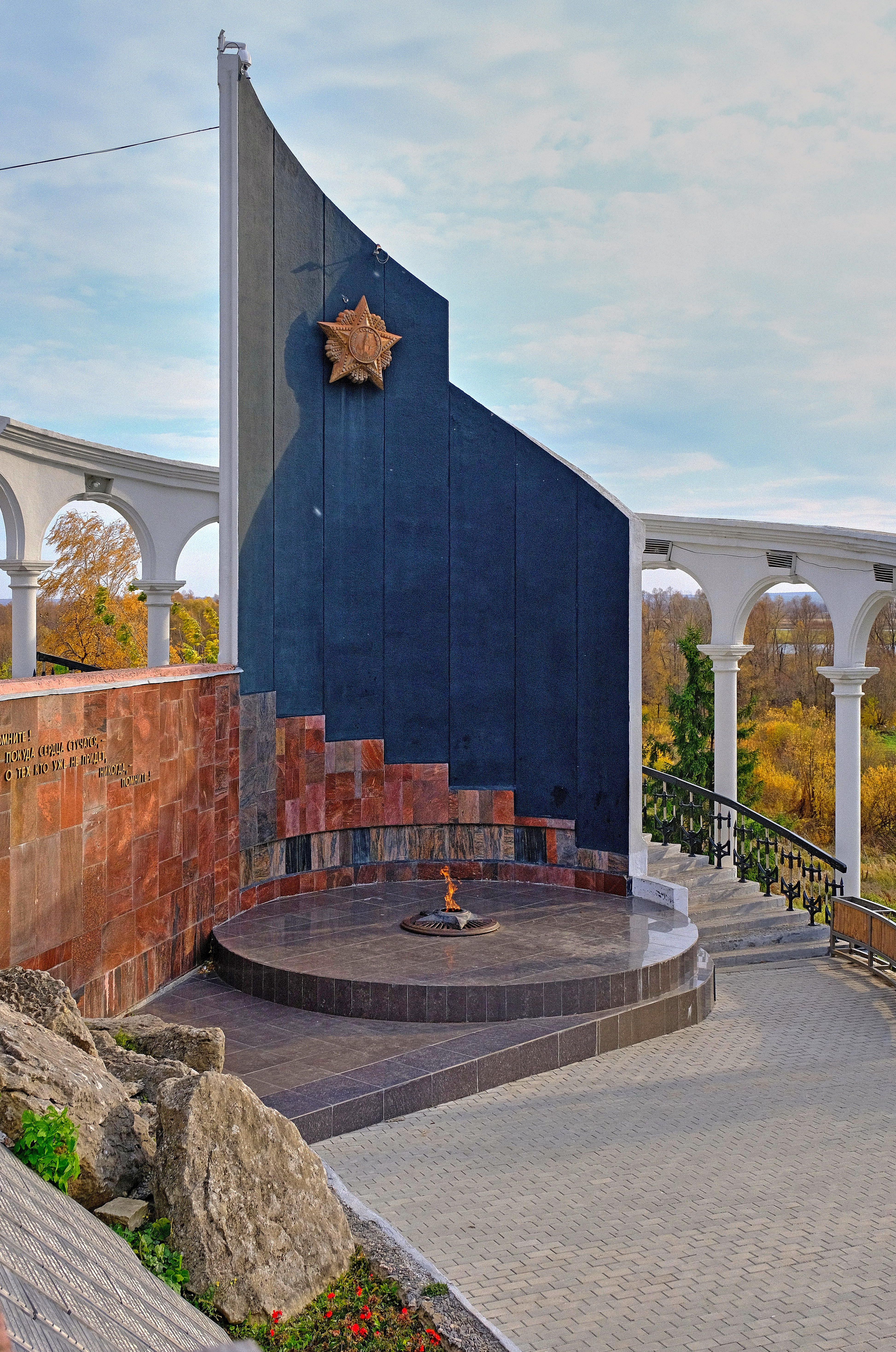
Вечный огонь
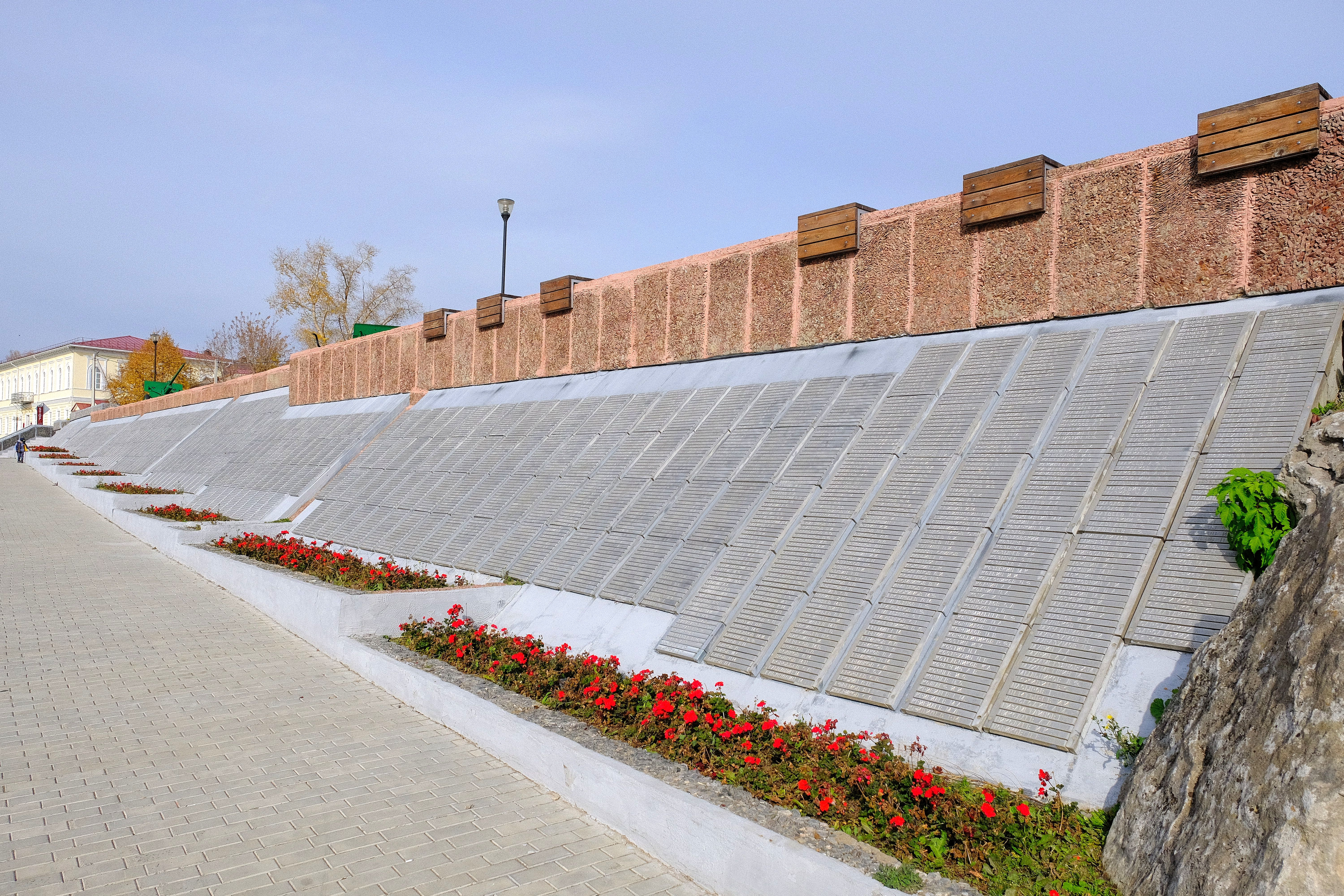
Мемориальные плиты с именами погибших в ВОВ
Аллея героев. Бюсты (слева направо) Говорова Л. А., Гаврилова А. А., Захарова П. И., Романова Г. Г., Сафронова П. С.
Аллея героев. Бюсты (слева направо) Вазетдинова Г. В., Спирькова С. П., Шабалина Б. С., Гайнуллина Р. Х.

## Кладбища
- Троицкое кладбище
- Петропавловское кладбище
- Старое татарское кладбище

## Города-побратимы
- Сафранболу, Турция[59][60]
- Алексин, Россия
- Берёзовский, Россия
- Сарапул, Россия[61]